# Funktion 3+1
Funktion 3+1 er en dansk eksperimentalfilm fra 1995, der er instrueret af Bynke Maibøll, Morten Meldgaard og Andreas Trägårdh.

## Handling
En spionrejse gennem Mellemeuropa, besat af totalitær pornografisk arkitektur - frygtløs og tro.